# ساينت كيليستين (كيبك)
ساينت كيليستين (بالإنجليزية: Saint-Célestin, Quebec (village))‏ هي local municipality of Quebec تقع في كندا في Nicolet-Yamaska Regional County Municipality. يقدر عدد سكانها بـ 781 نسمة ومساحتها 1.50 كم2 .

## أعلام
- لويس بورجوازي